# Görmin
Görmin é um município da Alemanha, situado no distrito de Vorpommern-Greifswald, no estado de Mecklemburgo-Pomerânia Ocidental. Tem 35,01 km² de área, e sua população em 2019 foi estimada em 870 habitantes.